# Cigana (banda)
Cigana é uma banda brasileira de rock alternativo e rock psicodélico formada em Limeira no ano de 2014. A atual formação consiste de Victoria Groppo, Matheus Pinheiro, Caique Redondano e Felipe Santos.
Seu álbum de estreia, Todos Os Nós e os EP's Tudo Que Há de Novo e Estrago figuraram em diversas listas nacionais de melhores lançamentos brasileiros do ano em sites especializados (Tenho Mais Discos Que Amigos!, Escutaí, Palco MP3, TVS, e Hits Perdidos).
Em 2022 é lançado o EP Estrago via Balaclava Records, sendo o primeiro trabalho de inéditas da banda desde Tudo Que Há de Novo. Composto por quatro faixas, Estrago mostra uma ampla utilização de novos elementos na sonoridade da banda, em especial eletrônicos.

## História
A Cigana foi formada em 2014 na cidade de Limeira, interior de São Paulo pelo casal Matheus Pinheiro e Victoria Groppo. Após alguns meses gravando demos e fazendo suas primeiras apresentações em bares e festivais independentes da região, Caique Redondano, Felipe Santos e Pedro Baptistella juntaram-se ao grupo, que começou a compor e produzir músicas que viriam fazer parte do seu álbum de estreia.
Após dois EP’s produzidos de maneira independente, em 2018 a banda foi apontada como uma das novas apostas da música nacional pela gravadora Laboratório Fantasma e lançou o single Natureza em um projeto com curadoria do selo em parceria da marca Levi Strauss & Co.. A banda fez o show de lançamento do projeto em maio, ao lado do grupo Francisco, el Hombre em um festival aberto ao público que aconteceu na Casa de Francisca.
Seu álbum de estreia, Todos Os Nós, viria no ano seguinte, lançado pelo selo carioca Sagitta Records e trazendo temáticas nas letras que abordam a multiplicidades de emoções humanas, refletindo em uma busca pelo autoconhecimento e pelo amadurecimento pessoal. O trabalho foi elogiado pela crítica especializada, tendo figurado em diversas listas de "melhores lançamentos nacionais" do ano de 2019. A faixa de abertura do trabalho Lua Em Escorpião também marcou presença na lista de melhores músicas do ano do portal Tenho Mais Discos Que Amigos!.
Em outubro de 2020 a banda lançou o EP Tudo Que Há De Novo, que conta com o single Impaciência. O lançamento foi feito pelo selo independente paulistano Eu Te Amo Records.
Em 2020 a banda foi indicada ao Prêmio Profissionais da Música na categoria "Artistas – Intérprete: Rock". 
Em 2021, o single robabrisa é lançado pela gravadora Balaclava Records, repaginando mais uma vez a sonoridade do grupo e trazendo um olhar mais pop. A música chegou a entrar no Top 40 do iTunes Brasil em setembro de 2021.
Em 2022 é lançado o EP Estrago, também pelo selo Balaclava Records, sendo o primeiro trabalho de inéditas da banda desde Tudo Que Há de Novo. Composto por quatro músicas, Estrago mostra uma ampla utilização de novos elementos na sonoridade da banda, em especial eletrônicos, incorporando sintetizadores, colagens e samples. Estrago foi eleito um dos melhores EP's lançados no Brasil em 2022 pelo site Hits Perdidos.

## Integrantes
- Victoria Groppo - vocal, teclado, sintetizador
- Caique Redondano - vocal, guitarra e baixo
- Matheus Pinheiro - guitarra e baixo
- Felipe Santos - bateria, sintetizador

## Discografia

### Álbuns
- Todos Os Nós (2019)

### EPs
- Sinestesia (2014)
- A Torre’’ (2015)
- Tudo Que Há De Novo (2020)
- Tudo Que Há De Novo - Remix (2021)
- Estrago (2022)

### Singles
- robabrisa (2021)

### Participações em coletâneas
- Deus e o Diabo (Titãs cover) - O Pulso Ainda Pulsa[31](2016)
- White Rabbit (Jefferson Airplane cover) - O Verão do Amor (Cansei do Mainstream)[32](2017)
- Natureza - Original's Studio (Laboratório Fantasma)[33](2018)